# Condado de Neshoba
O Condado de Neshoba é um dos 82 condados do estado norte-americano do Mississippi. A sua sede de condado é Philadelphia, que é também a sua maior cidade.
O condado tem uma área de 1481 km² (dos quais 5 km² estão cobertos por água), uma população de 29 676 habitantes, e uma densidade populacional de 20,1 hab/km² (segundo o censo nacional de 2010). O condado foi fundado em 1833 e o seu nome provém da palavra que significa "lobo" na língua da tribo ameríndia Choctaw.